# Ihhet járás
Ihhet járás (mongol nyelven: Иххэт сум) Mongólia Kelet-Góbi tartományának egyik járása. Területe 4100 km². Népessége kb. 3200 fő.
Székhelye, Bajan (Баян) 150 km-re fekszik Szajnsand tartományi székhelytől.